# Polyscias murrayi
Polyscias murrayi är en araliaväxtart som först beskrevs av F.Muell., och fick sitt nu gällande namn av Hermann Harms. Polyscias murrayi ingår i släktet Polyscias och familjen Araliaceae. Inga underarter finns listade.

## Bildgalleri

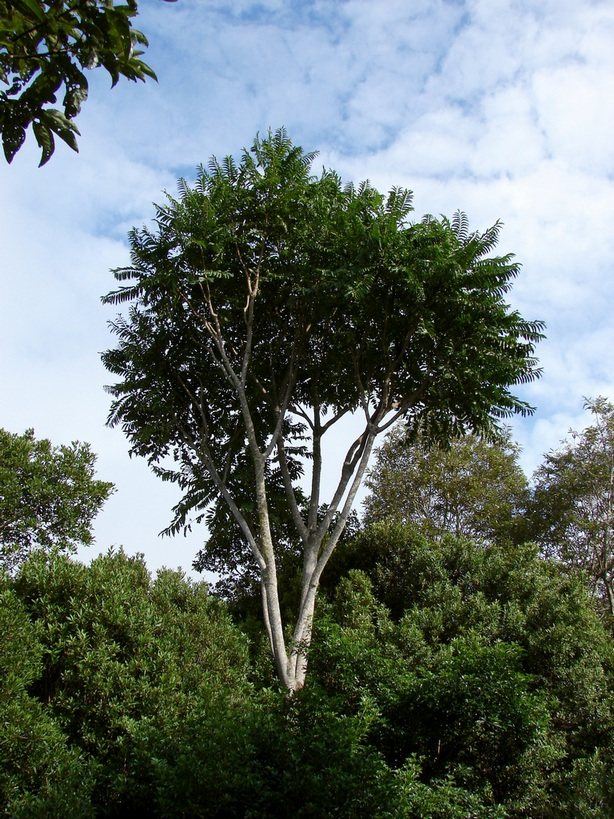